# OneSoccer
OneSoccer是一家總部位於加拿大的OTT視頻平臺，提供足球赛事直播和视频点播服务。

## 歷史
2018年3月，加拿大超級足球聯賽（加超聯）和加拿大足協聯合組建了「加拿大足球商務公司」，專門負責營銷加超聯和加拿大國足的比賽轉播權、以及處理相關事務。2019年2月，加拿大足球商務公司和西班牙的Mediapro媒體集團簽訂了10年的合作協議，Mediapro將負責直播加拿大國足、加超聯以及加拿大足球錦標賽所有比賽，並製作周邊節目。
OneSoccer品牌在2019年4月4日的加超聯球衣發佈會上首次亮相，而直播平臺也在同一個月登場。

## 直播/點播範圍

### 俱樂部賽事
- 加拿大超級足球聯賽；
- 加拿大足球錦標賽；
- 墨西哥足球超級聯賽（每週兩場比賽）[6]；
- 德國足協盃（半決賽及總決賽）[7]；
- 西班牙甲級女子足球聯賽（西班牙语：Primera División Femenina de España）；
- 法國足球甲級聯賽（限里爾奧林匹克賽事）；
- 巴西足球甲級聯賽；
- 中國足球協會超級聯賽（2019/2020）；
- 中北美洲及加勒比海聯賽冠軍盃 （2021）[8]。

### 國家隊賽事
- 中北美金盃；
- 中北美國家聯賽；
- SheBelieves盃（法语：Coupe SheBelieves） （限加拿大國家隊賽事）；
- 阿諾德·克拉克盃（英语：Arnold Clark Cup）（限加拿大國家隊賽事）；
- 加拿大男足和加拿大女足所有比賽。

## 主播
OneSoccer的主播包括卡梅莉娜·莫斯卡托、安德莉亞·佩特里略、泰倫斯·鄧菲爾德和加雷夫·惠勒等。